# زیردریایی آستری (کیو۲۰۰)
زیردریایی آستری (کیو۲۰۰) (به انگلیسی: French submarine Astrée (Q200)) یک زیردریایی است که طول آن ۷۳٫۵ متر (۲۴۱ فوت) می‌باشد. این زیردریایی در سال ۱۹۴۶ ساخته شد.